# Peralejos de las Truchas
Peralejos de las Truchas é um município da Espanha, na província de Guadalajara, comunidade autónoma de Castilla-La Mancha, de área  km² com população de 164 habitantes (2007) e densidade populacional de 2,40 hab/km².
Localiza-se numa das regiões com menor densidade populacional de Espanha. É também uma das zonas mais frias de Espanha.

## Demografia
| Variação demográfica do município entre 1991 e 2004 | Variação demográfica do município entre 1991 e 2004 | Variação demográfica do município entre 1991 e 2004 | Variação demográfica do município entre 1991 e 2004 |
| --------------------------------------------------- | --------------------------------------------------- | --------------------------------------------------- | --------------------------------------------------- |
| 1991                                                | 1996                                                | 2001                                                | 2004                                                |
| 185                                                 | 170                                                 | 173                                                 | 169                                                 |

## Economia
A maioria da população vive da agricultura e da pecuária.

## Equipamentos
- Escola primária